# (200348) 2000 JB64
(200348) 2000 JB64 es un asteroide perteneciente al cinturón de asteroides descubierto el 10 de mayo de 2000 por el equipo del Lincoln Near-Earth Asteroid Research desde el Laboratorio Lincoln, Socorro, Nuevo México, Estados Unidos.

## Designación y nombre
Designado provisionalmente como 2000 JB64.

## Características orbitales
2000 JB64 está situado a una distancia media del Sol de 2,261 ua, pudiendo alejarse hasta 2,609 ua y acercarse hasta 1,912 ua. Su excentricidad es 0,154 y la inclinación orbital 4,767 grados. Emplea 1241,94 días en completar una órbita alrededor del Sol.

## Características físicas
La magnitud absoluta de 2000 JB64 es 16,8. Tiene 1,22 km de diámetro y su albedo se estima en 0,272. 